# Arundanus sarissus
Arundanus sarissus är en insektsart som beskrevs av Delong 1941. Arundanus sarissus ingår i släktet Arundanus och familjen dvärgstritar. Inga underarter finns listade i Catalogue of Life.